# Dimensiones Ocultas
Don't Panic (también conocida como El Secreto de la Ouija en España y Dimensiones Ocultas en Hispanoamérica) es una película del género slasher de 1988. Dirigida por Rubén Galindo Jr. Esta protagonizada por Jon Michael Bischof, Gabriela Hassel, Helena Rojo, Raúl Araiza Jr. y Juan Ignacio Aranda.

## Trama
En su cumpleaños, el joven Michael recibe de sus amigos una tabla ouija y se hace novio de Alexandra. Tony le da una rosa para que se la regale a ella y dice que estará fresca mientras dure su amor. Michael tiene pesadillas en las que ve asesinar a sus amigos, y así sucede realmente. Él y sus amigos tendrán que luchar con una fuerza maligna sobrenatural.

## Reparto
- Jon Michael Bischof es Michael
- Gabriela Hassel es Alexandra
- Helena Rojo es la señora Smith
- José Herrera es José
- Raúl Araiza Jr. es Robert
- Juan Ignacio Aranda es Tony
- Roberto Palazuelos es John
- Cecilia Tijerina es Debbie
- Mario Iván Martínez es Peter
- Melinda McCallum es Cristina
- Jorge Luke es el teniente Velazco
- George Belanger es el doctor
- José Sambrano Casella es el sacerdote
- Eduardo Noriega es Fred
- Humberto Elizondo es el reportero de TV

## Datos de interés
- La palabra "borracho/a" es censurada por alguna extraña razón en las versiones para televisión y VHS; mientras que en el Blu-ray no hay censura.

- Algunos actores de la película fueron doblados en especial Roberto Palazuelos y además la película tiene también ciertos contenidos realizados en EE. UU. siendo una película México-americana. En la fábrica donde matan a Virgil algunas máquinas tienen algo escrito en inglés por tanto se podría decir que se filmó entre México y EE. UU.

- En una escena en la que Michael y John están viendo televisión en la casa de Tony, lo que ven son fragmentos de "Cementerio del terror" y "Ladrones de tumbas". Películas también dirigidas por Rubén Galindo Jr. [4]